# 하르게이사 공항

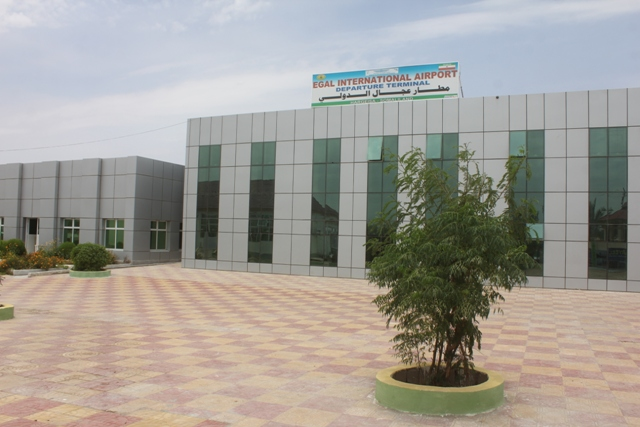

에갈 국제공항(Egal International Airport, IATA: HGA, ICAO: HCMH), 하르게이사 공항(Hargeisa Airport)은 소말릴란드의 수도 하르게이사의 공항으로, 공항 이름은 2012년부터 2013년 사이 주요 리보네이션을 거쳐 소말릴란드의 제2대 대통령 무함마드 하지 이브라힘 에갈의 이름을 따서 지어졌다. 2002년, 이 공항은 총 1,750차례의 착륙, 56,000명의 승객과 2,300톤의 화물 수를 기록했다.

## 같이 보기
- 아덴 아데 국제공항